# Luciano Speggiorin
Luciano Speggiorin (Camisano Vicentino, 12 gennaio 1955) è un ex calciatore italiano, di ruolo attaccante.

## Caratteristiche tecniche
Giocò nel ruolo di ala sinistra.

## Carriera
Giocò in Serie A con il Lanerossi Vicenza, dove anche suo fratello maggiore Walter aveva iniziato la carriera.